# تعظيم المنة بنصرة السنة
تعظيم المنة بنصرة السنة هو كتاب في العقيدة والإصلاح الديني ألفه الفقيه والمؤرخ المغربي أحمد بن خالد الناصري (1835–1897م)، في أواخر القرن التاسع عشر. يندرج الكتاب ضمن أدبيات النقد الديني والرد على البدع، ويتناول فيه مؤلفه ظواهر دينية واجتماعية شاعت في عصره، خصوصًا تلك المرتبطة بالممارسات الطرقية والصوفية، وقد أُلف سنة 1311هـ / 1893م. مؤلف الكتاب هو أحد أبرز أعلام المغرب في القرن التاسع عشر، اشتهر بموسوعته التاريخية «الاستقصا لأخبار دول المغرب الأقصى». إلى جانب اهتمامه بالتاريخ، برز كعالم في الفقه والحديث والتفسير، وكان من دعاة الإصلاح الديني والاجتماعي. عُرف بمواقفه المنتقدة للبدع والخرافات، وهو ما أثار عليه بعض الانتقادات من أوساط دينية تقليدية آنذاك.

## مضمون الكتاب
ينتقد الكتاب الممارسات التي يصفها بـ"البدع" في مجال العبادات والعادات، ويصنفها ضمن الانحرافات عن السنة النبوية. ويهدف الناصري من خلاله إلى الدعوة للإصلاح الديني، والرجوع إلى أصول الإسلام كما وردت في الكتاب والسنة، مستندًا في ذلك إلى أقوال علماء المذهب المالكي ومفاهيم أهل الحديث.
يقسم المؤلف مظاهر البدعة إلى أبواب مختلفة وأنواع متعددة، منها ما يتعلق بالاعتقاد، ومنها ما يتصل بالطقوس الدينية والتقاليد الاجتماعية، كزيارة القبور، والتوسل بالأولياء، والمواسم والاحتفالات الدينية المحدثة. وقد كتب الناصري الكتاب كرد فعل على ما لاحظه من انتشار واسع للطرق الصوفية ومظاهر الشعوذة في مجتمعه، كما أنه واجه بسبب آرائه انتقادات من أتباع تلك الطرق، فدفعه ذلك إلى تسطير هذا المصنف دفاعًا عن رؤيته للإسلام الصحيح.

## منهج التأليف
اعتمد الناصري في تأليفه على عرض المسائل وتقسيمها وفقًا لأبواب الفقه، ثم يناقش كل مسألة على ضوء النصوص الشرعية ومواقف العلماء، مع الاستشهاد المكثف بالمصادر المالكية والمرويات الحديثية. كما يتسم أسلوبه بالجمع بين التحليل الفقهي والنقد الاجتماعي، مع نبرة إصلاحية واضحة.

## تحقيق الكتاب

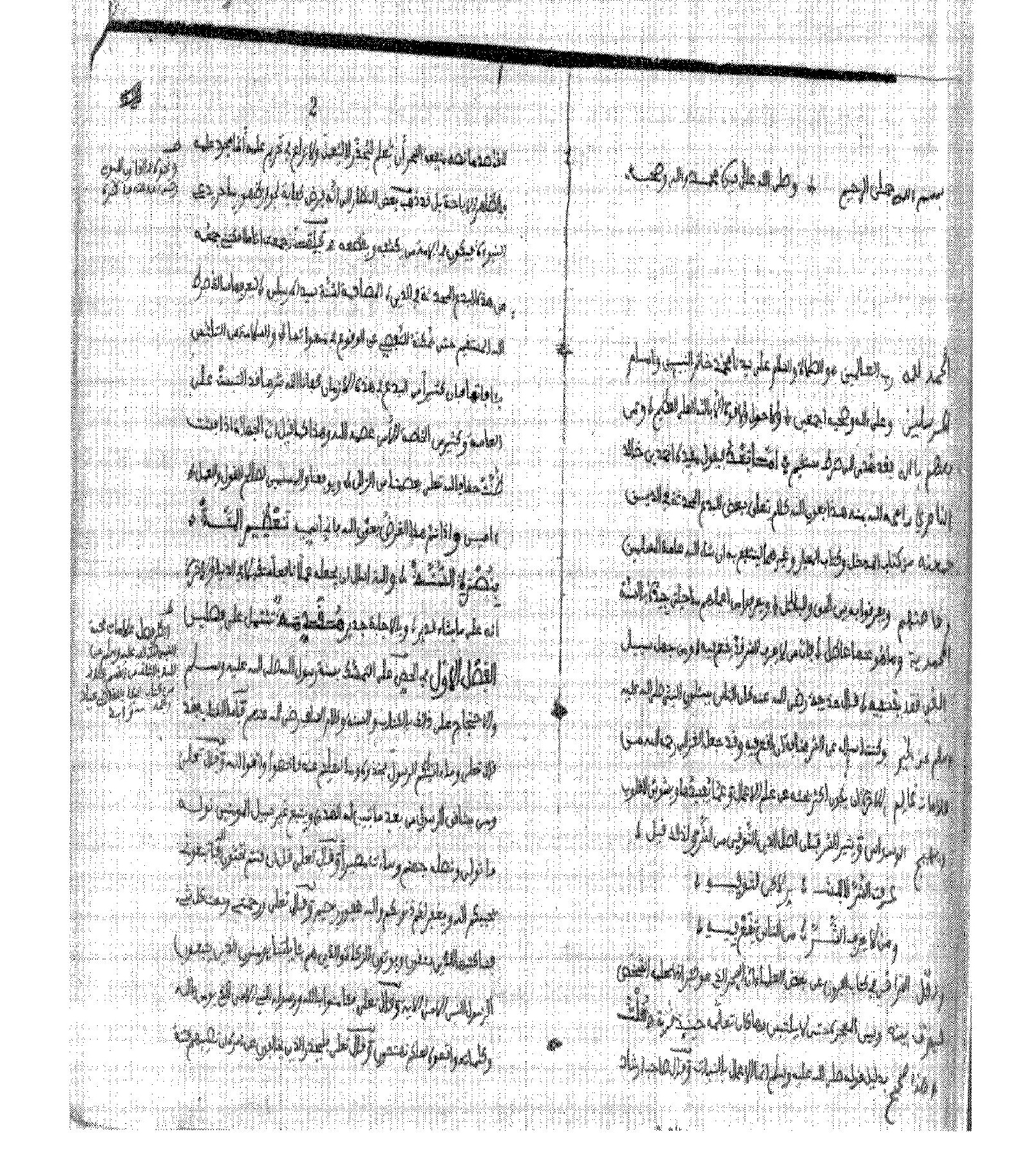
الصفحة الأولى من الكتاب المخطوط

تولى الباحث المغربي الزبير دحان تحقيق الكتاب، وصدر في طبعة علمية موثقة عن دار الأمان بالرباط ومكتبة ابن حزم ببيروت، في مجلدين (2010–2012م). وقد اعتمد المحقق على نسخ خطية نادرة، وذيل التحقيق بدراسة حول المؤلف والكتاب وسياقهما التاريخي.

## أهمية الكتاب
يُعد كتاب «تعظيم المنة بنصرة السنة» وثيقة مهمة لفهم مواقف التيار الإصلاحي في المغرب خلال القرن التاسع عشر، ويعكس التوتر القائم آنذاك بين النزعة التجديدية والطرق الصوفية ذات النفوذ الواسع. كما يُمثل امتدادًا لتيارات الإصلاح التي ظهرت في العالم الإسلامي أواخر العهد العثماني، ويدل على أن دعوات العودة إلى السنة النبوية لم تكن حكرًا على المشرق، بل كان لها صدى قوي أيضًا في الغرب الإسلامي.